# Hans Stark
Pour les articles homonymes, voir Stark.
Hans Stark (14 juin 1921 - 29 mars 1991) est un SS-Unterscharführer au camp de concentration et d'extermination d'Auschwitz. 

## Biographie
Il fait ses écoles à Darmstadt de 1927 à 1931. Son père était policier. Il quitte le lycée en 1937 dans sa septième année pour postuler à la Wehrmacht. Mais il est rejeté en raison de son âge. Il rejoint la 2e brigade de la tête de mort SS à Brandebourg SS-Totenkopfverbände en décembre 1937 à l'âge de 16 ans.
À 16 ans il est envoyé à Oranienbourg, il est le plus jeune de l'unité. Il reçoit un endoctrinement intensif de l'idéologie nazie. En janvier 1938, il est affecté à la garde dans du camp de concentration de Sachsenhausen. Après six mois il reçoit une permission. Il était strictement interdit de divulguer chez lui ce qui se passait au camp. Son père a remarqué qu'il était déprimé et il a essayé de le sortir de la SS. De juin 1938 à septembre 1939, il reçoit une formation complémentaire dans les camps de concentration de Buchenwald et Dachau.
Au rang de SS-Unterscharführer, il est affecté à Auschwitz en 1940 et travaille comme Blockführer. En 1941, il rejoint le département politique et devient le responsable des admissions. Son père continue de tenter de sortir son fils de la SS, il a tenté de le renvoyer aux études. De 1941 à mars 1942, il retourne dans sa ville natale et fait ses examens finaux.

Il raconte 
«  J'ai participé activement à une exécution. C'était à l'automne 1941 dans la cour du bloc 11. À cette époque, environ vingt à trente commissaires russes avaient été livrés par le siège régional de la Gestapo de Katowice. Je les ai emmenés dans la cour d'exécution. Les commissaires russes portaient des uniformes de l'armée russe. Je ne sais pas si ces commissaires ont été condamnés à mort de façon régulière. Les Russes ont été tués par paires dans la cour du bloc alors que les autres attendaient leur exécution dans le couloir du bloc 11. Leurs corps ont été empilés dans un coin de la cour par des prisonniers du bunker. Les corps ont été transportés au petit crématoire dans un chariot de ferme tiré par des prisonniers. »
Il participe au premier gazage de prisonniers dans le petit crématoire au camp principal. Environ 250 hommes, femmes et enfants juifs ont reçu l'ordre d'entrer dans la chambre à gaz. À mesure qu'ils l'ont fait, des agents médicaux ont grimpé sur le toit de la chambre à gaz et ils ont inséré le gaz Zyklon B. Plus tard il a lui-même verser Zyklon B dans l'ouverture au cours d'un gazage, le Zyklon B devait être versé à travers les deux ouvertures de la chambre à gaz en même temps. Au bout de quelques minutes, il y avait un silence. Après quinze minutes, la chambre à gaz était ouverte.
En septembre 1942, il est promu SS-Oberscharführer. En fin d'année, il se retire à nouveau, s'inscrivant à l'université de Francfort où il fait des études le droit pour un semestre. Il est promu SS-Untersturmführer en novembre 1944. Il a fait partie du personnel d'Auschwitz du 15 décembre 1940 au 2 avril 1943. 
Après la bataille de Berlin, Stark est fait prisonnier par les Soviétiques au début de mai 1945. Cependant, il réussit à s'échapper et travaille temporairement dans des fermes de régions occupées par les soviétiques. En automne 1946, il entreprit des études agricoles à l'université de Giessen. En 1953 il se marie et aura deux enfants.
Il est arrêté en avril 1959, il enseignait dans les écoles agricoles et donnait des conseils commerciaux à la Chambre d'agriculture de Francfort. Il est placé en détention provisoire de la fin d'octobre 1963 à la mi-mai 1964. En août 1965, lors du procès de Francfort, il est reconnu coupable d'au moins 44 meurtres et condamné à dix ans de prison, la peine maximale qui pouvait être imposée à un mineur. Le père de Stark s'est suicidé après la guerre.
Il a été libéré de prison en 1968 et est décédé le 29 mars 1991, âgé de 69 ans, dans sa ville natale de Darmstadt.